# Молочай двуцветный
Молочай двуцветный (лат. Euphorbia bicolor) ― травянистое многолетнее растение рода Молочай семейства Молочайные (Euphorbiaceae).

## Распространение
Встречается на Алтае, в основном в Чуйской степи и по её окраинам, и в соседней Монголии.

## Морфология
Растение высотой 15-40 см. Стебель зелёный, голый, как правило, одиночный.
Листья обратно-ланцетные, длиной 2,5 см, шириной не шире 1 см.
Нектарники двурогие, столбики в основании сросшиеся.
Плоды шероховатые, с бороздами, семена гладкие.

## Химический состав
В наземной части  содержатся кумарины, флавоноиды: кверцетин, рутин, гиперин и кверцимеритрин.

## Использование в медицине
В Монголии в народной медицине корень молочая двуцветного «Алаг суут увс» употребляется как слабительное средство при различных болезнях. Народные лекари отмечали, что такие заболевания как эхинококк печени, кисту и венерическую болезнь можно вылечить этим растением.
В Западной Сибири молочай двуцветный используется внутрь при самых разнообразных заболеваниях: как кровоочистительное, при воспалении лёгких, опухолях, язвенной болезни, как тонизирующее, при тяжёлых общих заболеваниях, приписывая ему действие, подобное женьшеню, но считается предпочтительным для удаления бородавок и мозолей.
Считается хорошим кормом для кроликов.